# 采爾巴赫河 (伊薩爾河支流)
47°50′49.05″N 11°31′14.27″E / 47.8469583°N 11.5206306°E

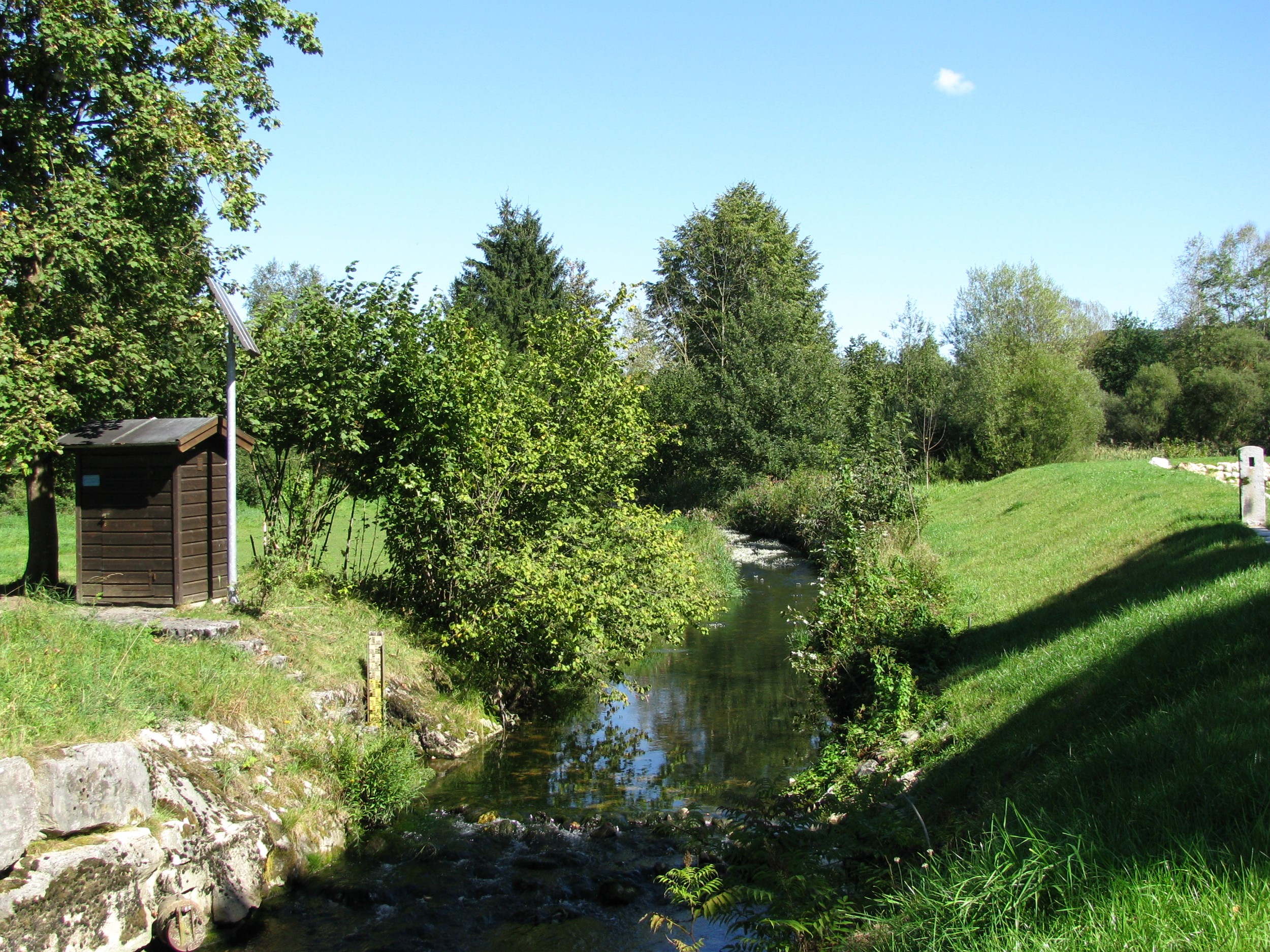

采爾巴赫河是德國的河流，位於該國東南部，由巴伐利亞負責管轄，屬於伊薩爾河的右支流，河道全長10.4公里，流經巴特特爾茨-沃爾夫拉茨豪森縣。